# Papín
Papín – wieś (obec) na Słowacji położona w kraju preszowskim, w powiecie Humenné. Pierwsze wzmianki o miejscowości pochodzą z roku 1451.
Według danych z dnia 31 grudnia 2012, wieś zamieszkiwało 1016 osób, w tym 511 kobiet i 505 mężczyzn.
W 2001 roku rozkład populacji względem narodowości i przynależności etnicznej wyglądał następująco:
- Słowacy – 97,38%
- Czesi – 0,09%
- Romowie – 0,09%
- Rusini – 0,72%
- Ukraińcy – 0,27%

Ze względu na wyznawaną religię struktura mieszkańców kształtowała się w 2001 roku następująco:
- Katolicy rzymscy – 90,86%
- Grekokatolicy – 6,33%
- Ewangelicy – 0,09%
- Prawosławni – 0,72%
- Ateiści – 0,27%
- Nie podano – 1,72%